# Seo Soon-seok
Pour les articles homonymes, voir Seo.
Dans ce nom, le nom de famille, Seo, précède le nom personnel.
Seo Soon-seok est un curleur handisport sud-coréen, né le 12 mai 1971 à Osan.

## Biographie
Seo Soon-seok s'intéresse au curling handisport en 2009 après avoir subi une blessure à la moelle épinière à cause d'un accident de voiture. Il occupe le poste de skip en équipe nationale.
Il participe pour la première fois aux Jeux paralympiques d'hiver à Sotchi en 2014 dans lesquels son équipe ne parvient pas à se qualifier pour les phases finales.
Il prend également part aux Championnats du monde de curling handisport (en) en 2016 à Lucerne et en 2017 à Gangneung. L'équipe sud-coréenne y termine respectivement troisième et sixième.
Quand son pays natal accueille les Jeux paralympiques d'hiver à Pyeongchang en 2018, il est désigné pour allumer avec Kim Eun-jung la vasque paralympique lors de la cérémonie d'ouverture. L'équipe sud-coréenne termine quatrième de la compétition en perdant la petite finale contre le Canada.